# Spilosoma virginica
Spilosoma virginica là một loài bướm đêm thuộc phân họ Arctiinae, họ Erebidae.

## Hình ảnh

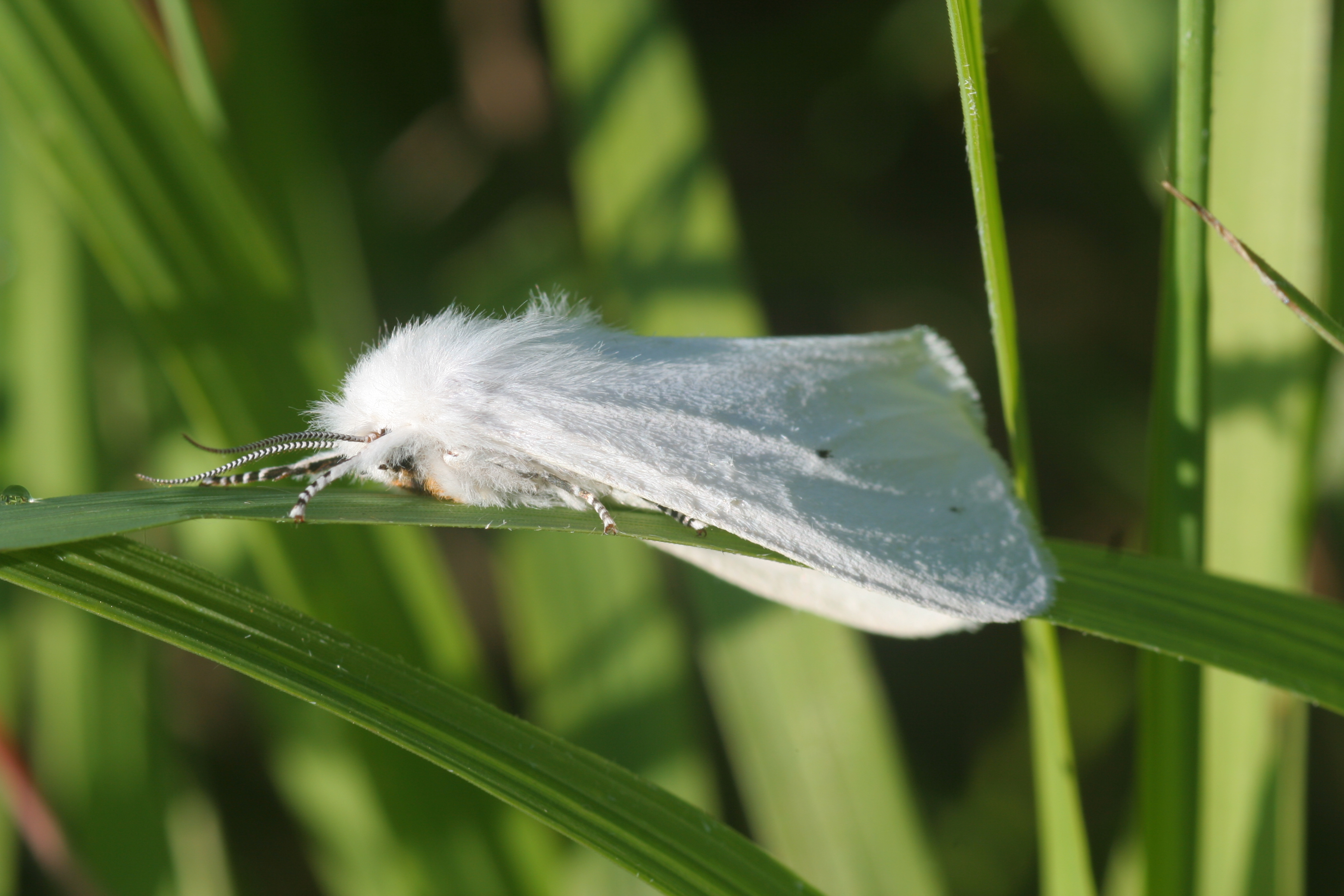
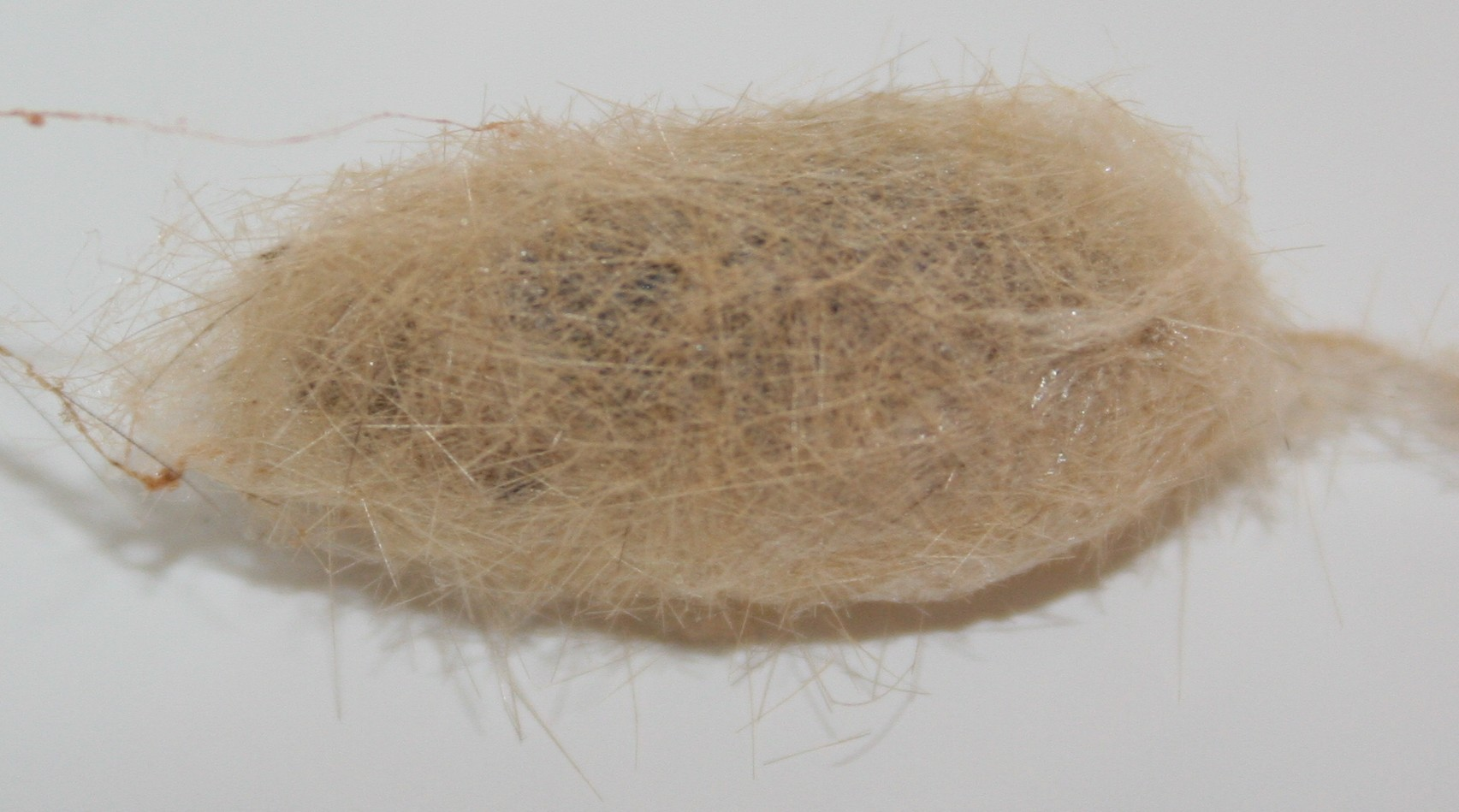

- Tập tin:Tập
- Tập tin:Tập